# Apanteles uroxys
Apanteles uroxys är en stekelart som beskrevs av De Saeger 1941. Apanteles uroxys ingår i släktet Apanteles och familjen bracksteklar. Inga underarter finns listade i Catalogue of Life.